# Marcus Schwarzrock

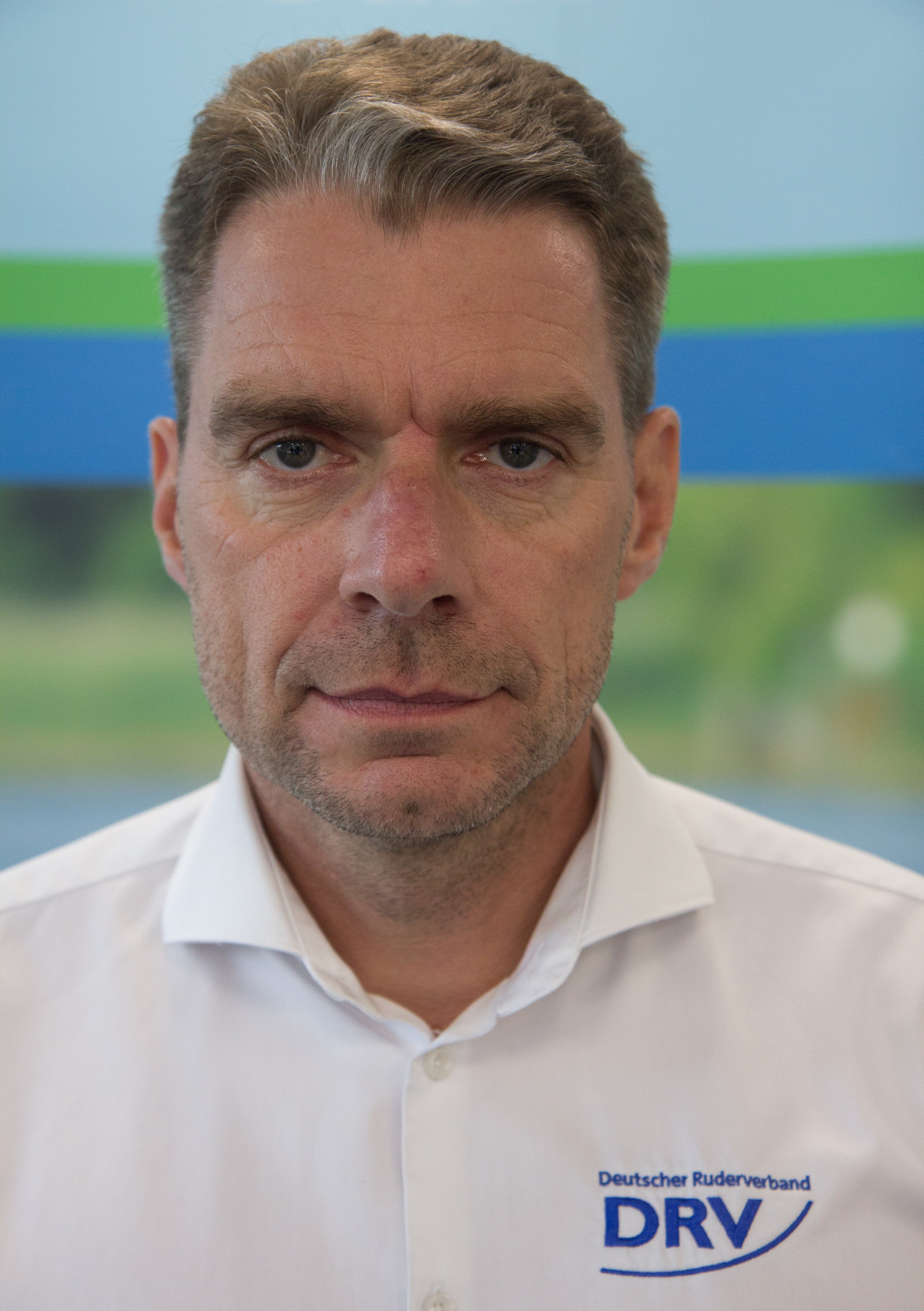
Marcus Schwarzrock, 2017

Marcus Schwarzrock (* 4. März 1967 in Hamburg) ist ein deutscher Rudertrainer. Seit März 2025 ist er Cheftrainer des Deutschen Ruderverbandes (DRV).

## Leben
Schwarzrock war sportlicher Leiter beim Ruder-Club Allemannia von 1866 Hamburg und ab 2005 Bundestrainer Rudern/Skullen der B-Senioren. Er trainierte seit den frühen 1990er Jahren deutsche Mannschaften auf Weltmeisterschaften, meist mit Medaillenerfolg (u. a. WM-Gold im Leichtgewichts-Achter 2003, Silber 2002). Bei den Olympischen Spielen 2012 gewann der von ihm trainierte Männer-Doppelvierer die Goldmedaille.
Im Jahr 2012 wurde er als Nachfolger von Hartmut Buschbacher Cheftrainer des Deutschen Ruderverbandes. Ab 2017 verantwortete er als Disziplintrainer den Männer Skullbereich (A-Senioren), bevor er ab November 2021 als Bundestrainer im Nachwuchsbereich für die U23 Athleten zuständig war.
Im Hinblick auf die Olympischen Spiele 2028 in Los Angeles entschied der DRV, Marcus Schwarzrock erneut als Cheftrainer in Verantwortung zu setzen.